# Gonzalo Garrido
Gonzalo Andrés Garrido Zenteno (nascido em 2 de setembro de 1973) é um ciclista chileno que participa em competições de ciclismo de estrada. Participou nos Jogos Olímpicos de Londres 2012 na prova de estrada. É cinco vezes campeão nacional.